# Liste von Kunstwerken im öffentlichen Raum in Thun
Dies ist eine Liste von Kunstwerken im öffentlichen Raum in Thun. Sie enthält öffentlich zugängliche Objekte in Thun (Kanton Bern, Schweiz).
| Foto                                                                             |                 | Objekt                                                                           |  | Typ                      |  |         | Teil von              | Standort                         | Künstler        | Datierung | Beschreibung |
| -------------------------------------------------------------------------------- | --------------- | -------------------------------------------------------------------------------- |  | ------------------------ |  | ------- | --------------------- | -------------------------------- | --------------- | --------- | ------------ |
| Odysseus                                                                         | Datei hochladen | Odysseus                                                                         |  | Skulptur                 |  |         | Schadau Park          | Seestrasse ·                     | Robert Lienhard | 1956      |              |
| Rathausbrunnen                                                                   | Datei hochladen | Rathausbrunnen                                                                   |  | Brunnen                  |  | Brunnen | Rathausplatz          | Rathausplatz ·                   |                 |           |              |
| Brunnen am Haus zum Rosengarten                                                  | Datei hochladen | Brunnen am Haus zum Rosengarten                                                  |  | Brunnen                  |  | Brunnen | Haus zum Rosengarten  | Freienhofgasse 20/Oelegässchen · |                 |           |              |
| Drei Grazien-Brunnen                                                             | Datei hochladen | Drei Grazien-Brunnen                                                             |  | Brunnen, Skulptur Bronze |  | Brunnen |                       | Hofstetterstrasse 16 ·           | Heinz Schwarz   | 1977      |              |
|                                                                                  | Datei hochladen | Vorlage:WLPA-CH-Zeile name= ist Pflichtparameter                                 |  | Brunnen                  |  | Brunnen | Plätzli               | Obere Hauptgasse 76 ·            |                 |           |              |
| Brunnen bei Bälliz 44                                                            | Datei hochladen | Brunnen bei Bälliz 44                                                            |  | Brunnen                  |  | Brunnen |                       | Bälliz 44 ·                      |                 |           |              |
|                                                                                  | Datei hochladen | Vorlage:WLPA-CH-Zeile name= ist Pflichtparameter                                 |  | Brunnen                  |  | Brunnen | Schadau Park          | Seestrasse ·                     |                 |           |              |
|                                                                                  | Datei hochladen | Vorlage:WLPA-CH-Zeile name= ist Pflichtparameter                                 |  | Hausschild               |  |         | Zunfthaus zu Metzgern | Rathausplatz/Untere Hauptgasse · |                 |           |              |
|                                                                                  | Datei hochladen | Vorlage:WLPA-CH-Zeile name= ist Pflichtparameter                                 |  | Hausschild               |  |         | Hotel Freienhof       | Freienhofgasse 3 ·               |                 |           |              |
|                                                                                  | Datei hochladen | Vorlage:WLPA-CH-Zeile name= ist Pflichtparameter                                 |  | Wasserspeier             |  |         |                       | Koordinaten fehlen! Hilf mit.    |                 |           |              |
| Mädchen mit Ziege                                                                | Datei hochladen | Mädchen mit Ziege                                                                |  | Skulptur                 |  |         |                       | Strandbadweg ·                   | Heinz Schwarz   | 1961      |              |
| Klaffsäule, Raupenschwanz, Spaltsäule, Tafelsäule, Tellersäule, Wächter I und II | Datei hochladen | Klaffsäule, Raupenschwanz, Spaltsäule, Tafelsäule, Tellersäule, Wächter I und II |  | Säulengruppe Beton       |  |         | Schadau Park          | Seestrasse ·                     | Walter Kretz    | 1974      | 7-teilig     |